# 東埼玉道路

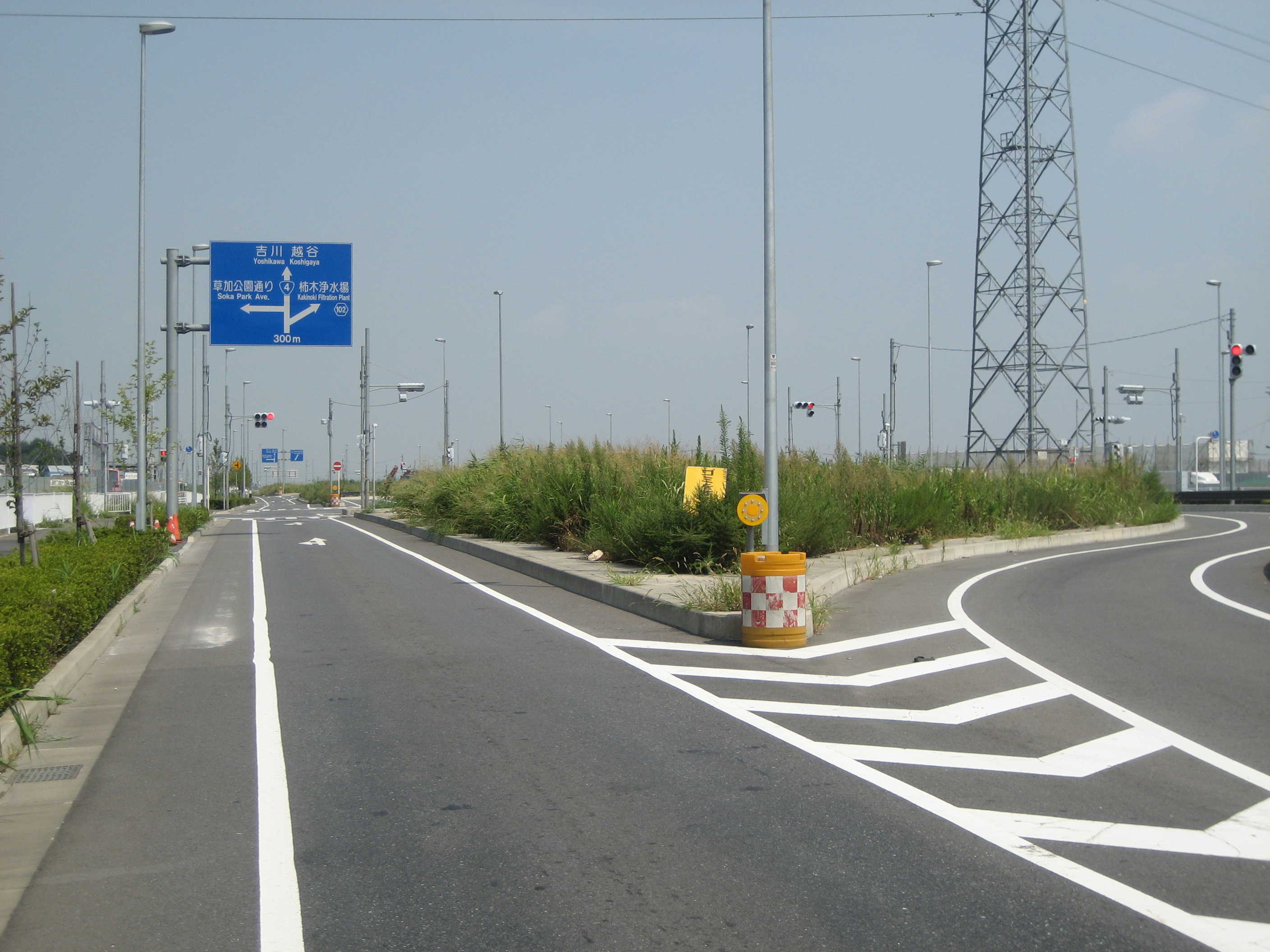
八潮市八條付近（越谷方面）

東埼玉道路（ひがしさいたまどうろ）は、埼玉県南東部地域で事業中の路線である。東北自動車道・常磐自動車道の補完を目的として建設され、全区間が国道4号のバイパス道路に指定されている。専用部と一般部からなる予定である。

## 概要
埼玉県八潮市の東京外環自動車道草加八潮IC/JCT（仮称）から、埼玉県春日部市で国道4号および国道16号に接続する庄和IC（仮称）に至る延長17.6 kmの地域高規格道路であり、1994年（平成6年）12月16日に計画路線に指定された。なお、本道路は庄和ICから首都圏中央連絡自動車道までの延伸構想があるが、計画は具体化されていない。
越谷市内では、日本一面積の広いショッピングセンター「イオンレイクタウン」が開業し、それによる越谷レイクタウンの街開きがされ、レイクタウンの開業、町開き以降、住民の生活道路の一部となっている。そのため、土日祝日を中心に買い物客の自動車で、レイクタウン北 - レイクタウン南交差点付近は、渋滞が頻発している。
並行する国道4号の現道化した「草加バイパス」のバイパス道路ではあるが、直接本線と結ばれるのは終点側のみとなる。

### 路線データ
- 起点：埼玉県八潮市八條
- 終点：埼玉県春日部市下柳
- 全長：17.6 km
- 道路幅員
  - 土工部：50.0 m
  - 橋梁部：47.0 m

## 歴史
- 1988年（昭和63年）4月26日：都市計画道路「東埼玉道路」として都市計画決定。
- 1989年（平成元年）：「一般国道4号東埼玉道路」として一般部が事業化。
- 1994年（平成6年）12月16日：地域高規格道路の計画路線に指定。
- 2004年（平成16年）10月2日：八潮市八條から越谷市増森までの区間の一般部 (5.4 km) の供用を開始。
- 2005年（平成17年）3月31日：越谷市増森から吉川市川藤（増森との境界付近）までの区間の一般部 (0.3 km) の供用を開始。
- 2008年（平成20年）4月：吉川市川藤から春日部市水角までの区間 (8.7 km) の一般部が新規事業化。
- 2020年（令和2年）4月：八潮市八條から松伏町田島までの区間 (9.5 km) の専用部が新規事業化[1][2]。
- 2025年（令和7年）6月1日：吉川市川藤から松伏町田島までの区間 (3.8 km) の一般部が開通[3]。

## 路線状況

### 交通量
平日24時間交通量（平成27年度道路交通センサス）
- 越谷レイクタウン付近 : 17,019台

## 地理

### 通過する自治体
- 埼玉県
  - 八潮市 - 草加市 - 越谷市 - 吉川市 - 北葛飾郡松伏町 - 春日部市

### インターチェンジなど（専用部）
- IC番号欄の背景色が■である部分については道路が供用済みの区間を示している。また、施設名欄の背景色が■である部分は施設が供用されていない、または完成していないことを示す。未開通区間の名称は仮称。

| IC 番号                    | 施設名               | 接続路線名                     | 起点から (km) | 備考   | 所在地         |
| -------------------------- | -------------------- | ------------------------------ | ------------- | ------ | -------------- |
| -                          | 草加八潮IC/JCT       | 国道298号、C3 東京外環自動車道 | 0.0           | 事業中 | 八潮市         |
| -                          | 蒲生柿木川戸線IC     |                                |               | 事業中 | 草加市         |
| -                          | 越谷吉川線IC         |                                |               | 事業中 | 越谷市         |
| -                          | 越谷総合公園川藤線IC |                                |               | 事業中 | 吉川市         |
| -                          | 浦和野田線IC         |                                | 9.5           | 事業中 | 北葛飾郡松伏町 |
| -                          | 東埼玉道路連絡線IC   |                                |               | 計画中 | 春日部市       |
| -                          | 国道4号IC            |                                |               | 計画中 | 春日部市       |
| -                          | 庄和IC               | 国道4号、国道16号              | 17.6          | 計画中 | 春日部市       |
| 東埼玉道路延伸（候補路線） |                      |                                |               |        |                |

### 交差する道路（一般部）
| 交差する道路                                 | 交差点名         | 所在地   |
| -------------------------------------------- | ---------------- | -------- |
| 国道298号                                    | 八条白鳥         | 八潮市   |
| （そうか公園通り）                           | そうか公園東     | 草加市   |
| 埼玉県道380号柿木町蒲生線                    | 草加東高         | 草加市   |
| （富士見通り）                               | レイクタウン南   | 越谷市   |
| （レイクタウン中央通り）                     | レイクタウン     | 越谷市   |
| 埼玉県道・千葉県道52号越谷流山線             | レイクタウン北   | 越谷市   |
| 埼玉県道・東京都道102号平方東京線            | 新ましもり橋北   | 越谷市   |
| 東京都道・埼玉県道67号葛飾吉川松伏線         | 下赤岩           | 松伏町   |
| 埼玉県道378号中井松伏線                      | 松伏記念公園入口 | 松伏町   |
| 埼玉県道・千葉県道19号越谷野田線（バイパス） |                  | 松伏町   |
| 埼玉県道・千葉県道19号越谷野田線             |                  | 松伏町   |
| 千葉県道・埼玉県道80号野田岩槻線             |                  | 松伏町   |
| 新4号国道                                    |                  | 春日部市 |

### 交差する鉄道と河川
- 大相模調節池
- 武蔵野線（JR東日本）
- 元荒川（大成橋）
- 新方川（新増森橋）
- 大落古利根川（大落古利根川橋）

### 沿道にある施設など
| 施設                                       | 所在地 |
| ------------------------------------------ | ------ |
| 東埼玉資源環境組合第二工場（し尿処理施設） | 八潮市 |
| 東埼玉資源環境組合第二工場（ごみ焼却施設） | 草加市 |
| 草加市市民温水プール                       | 草加市 |
| 埼玉県企業局柿木浄水場                     | 草加市 |
| そうか公園                                 | 草加市 |
| 埼玉県立草加東高等学校                     | 草加市 |
| 越谷レイクタウン                           | 越谷市 |
| 越谷レイクタウン駅                         | 越谷市 |
| イオンレイクタウン                         | 越谷市 |
| 東埼玉資源環境組合第一工場                 | 越谷市 |
| 越谷市総合運動公園                         | 越谷市 |
| 増森工業団地                               | 越谷市 |
| 宝正院                                     | 越谷市 |
| 東陽寺                                     | 松伏町 |
| 松伏総合公園                               | 松伏町 |
| 松伏工業団地                               | 松伏町 |
| 松伏記念公園                               | 松伏町 |

## ギャラリー

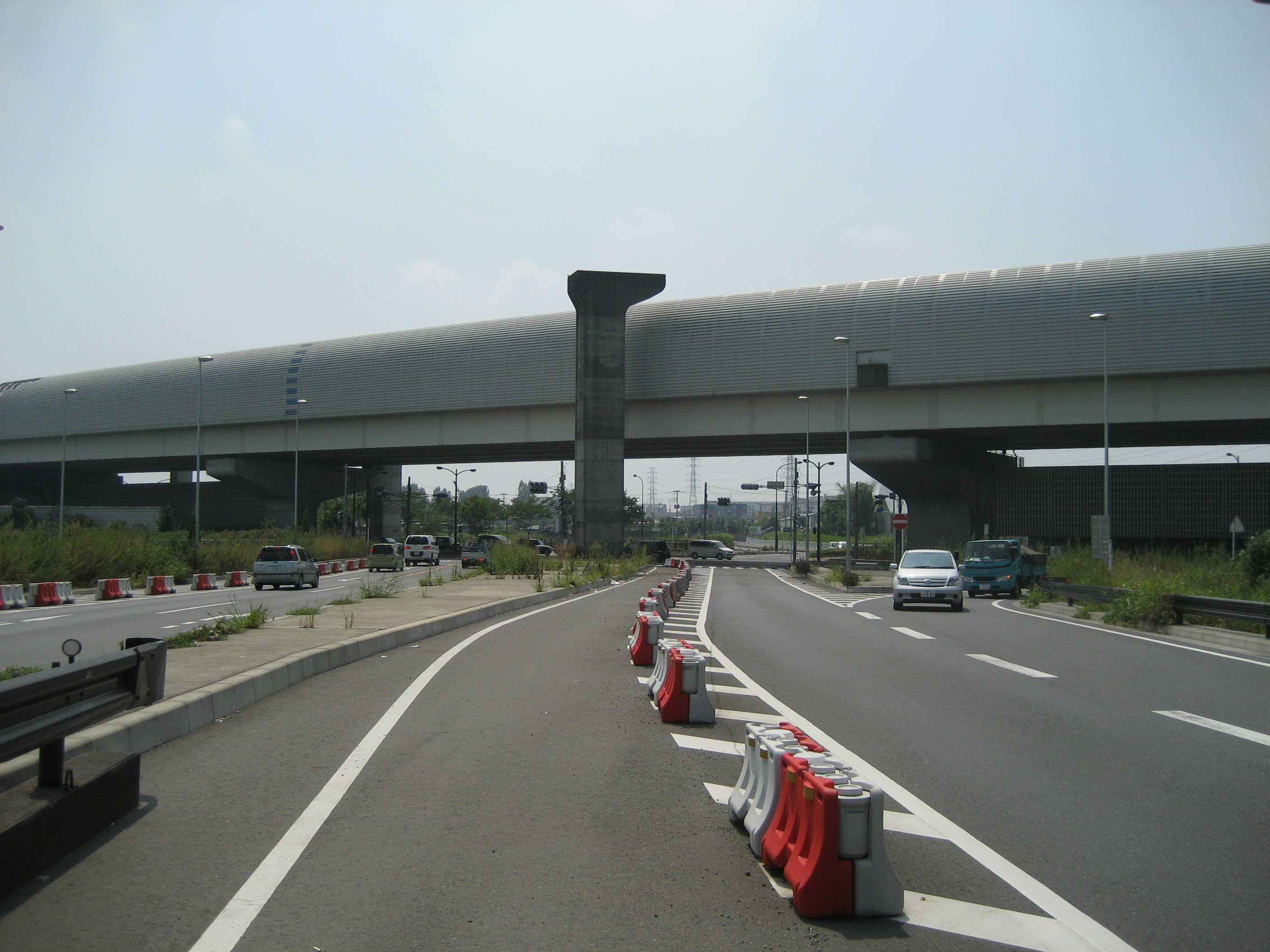
草加八潮JCT予定地付近（正面は東京外環自動車道）
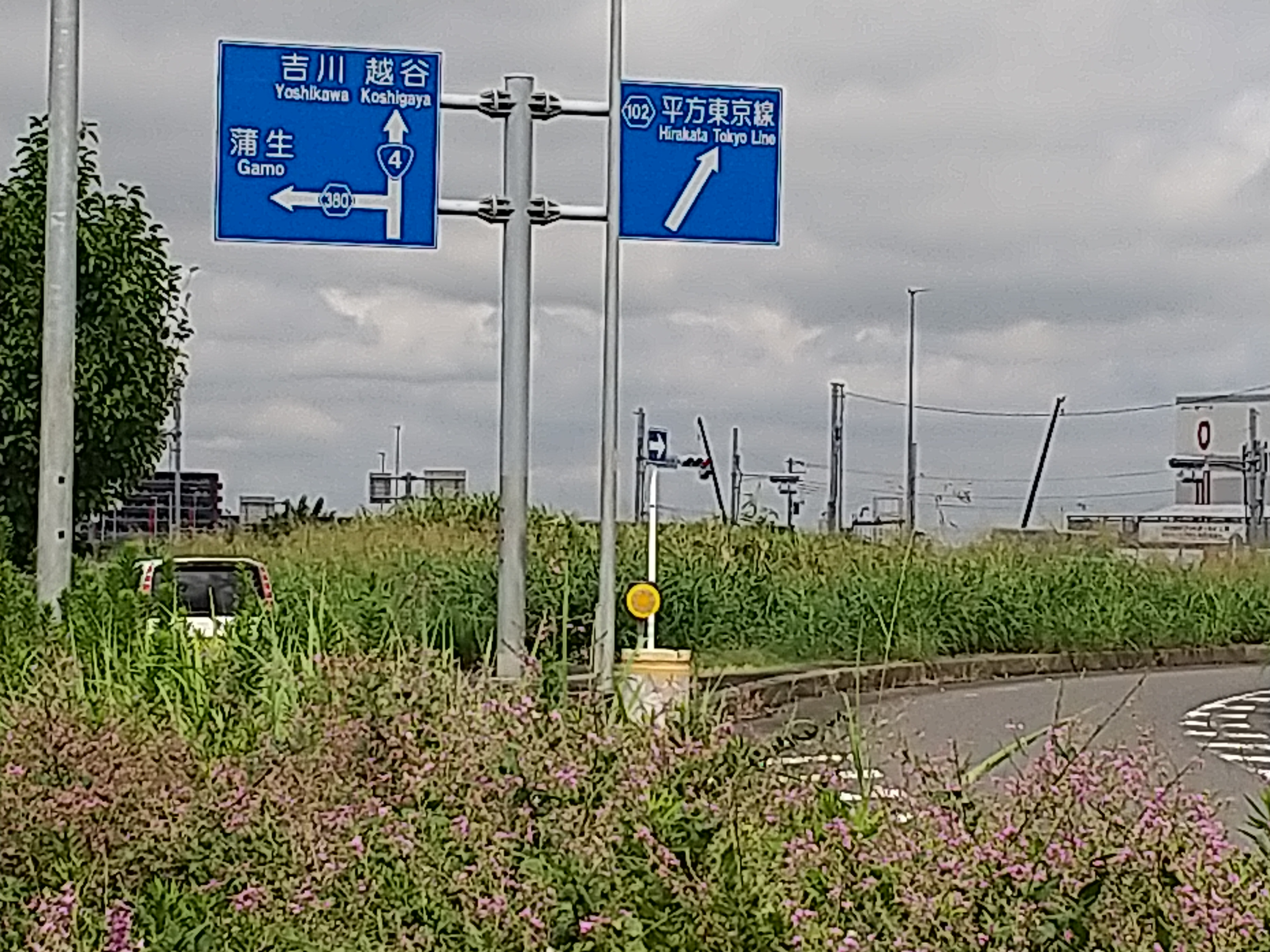
草加市柿木町、草加東高校交差点付近（越谷方面）
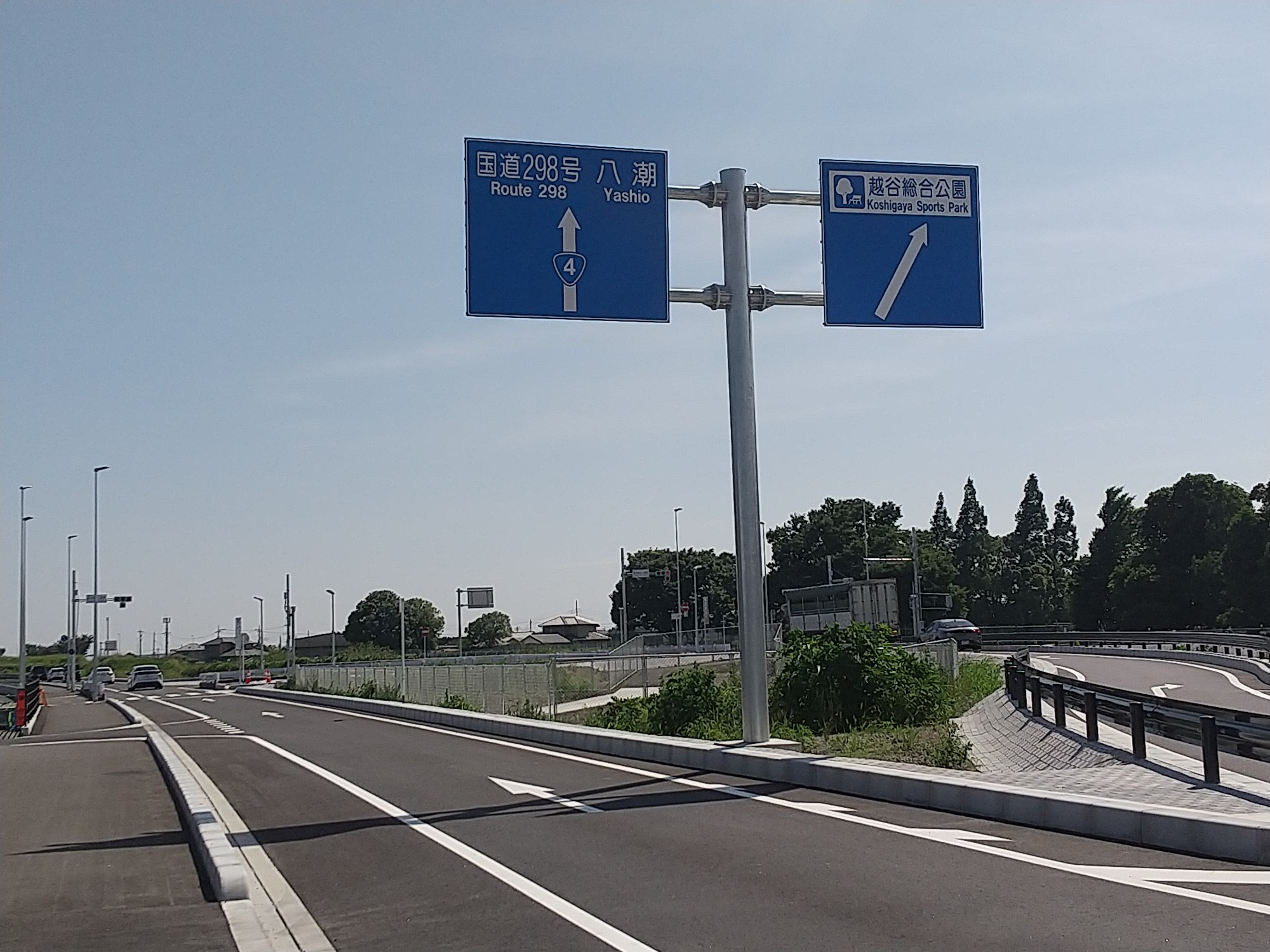
吉川市川藤付近
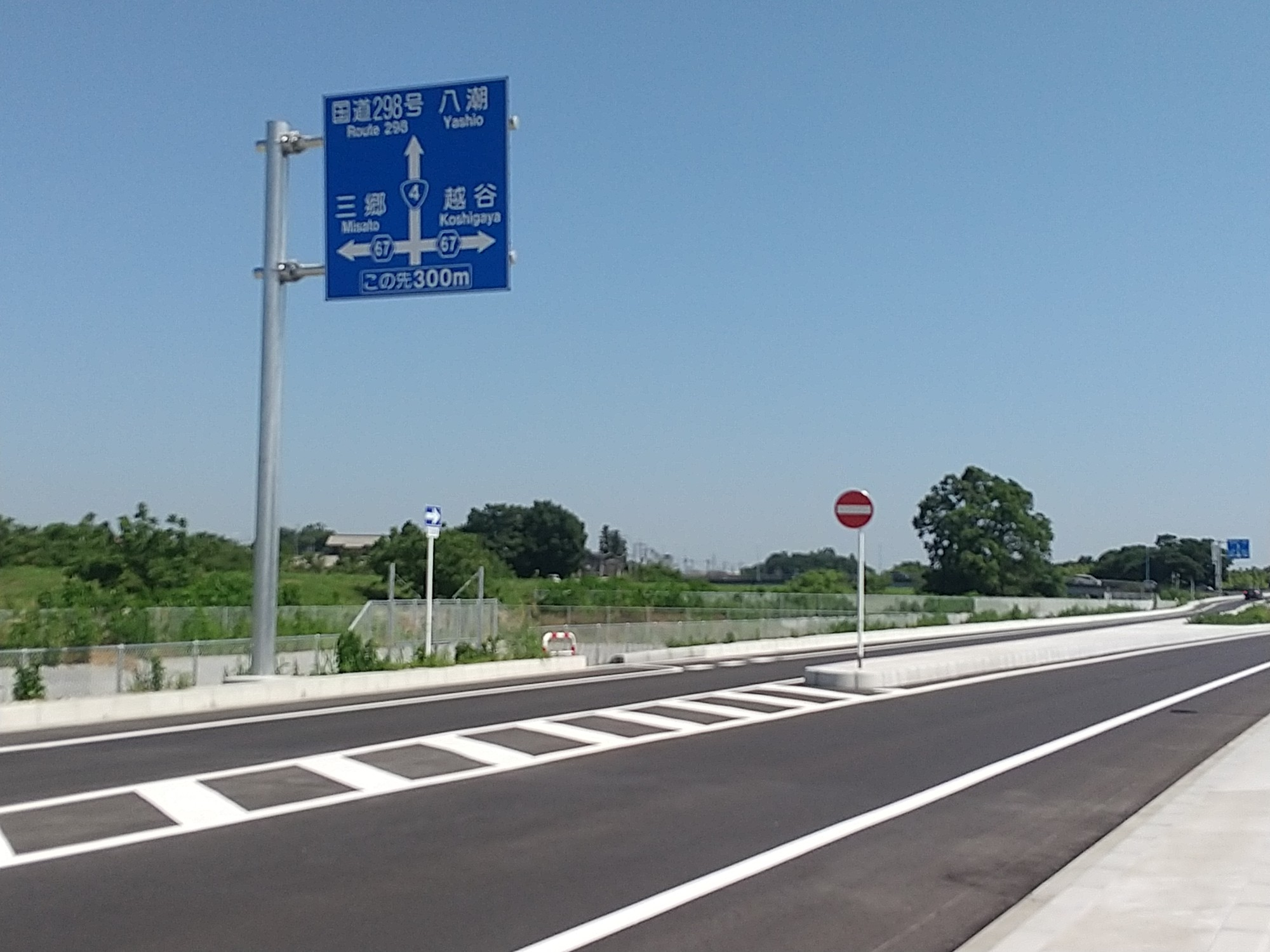
松伏町下赤岩付近
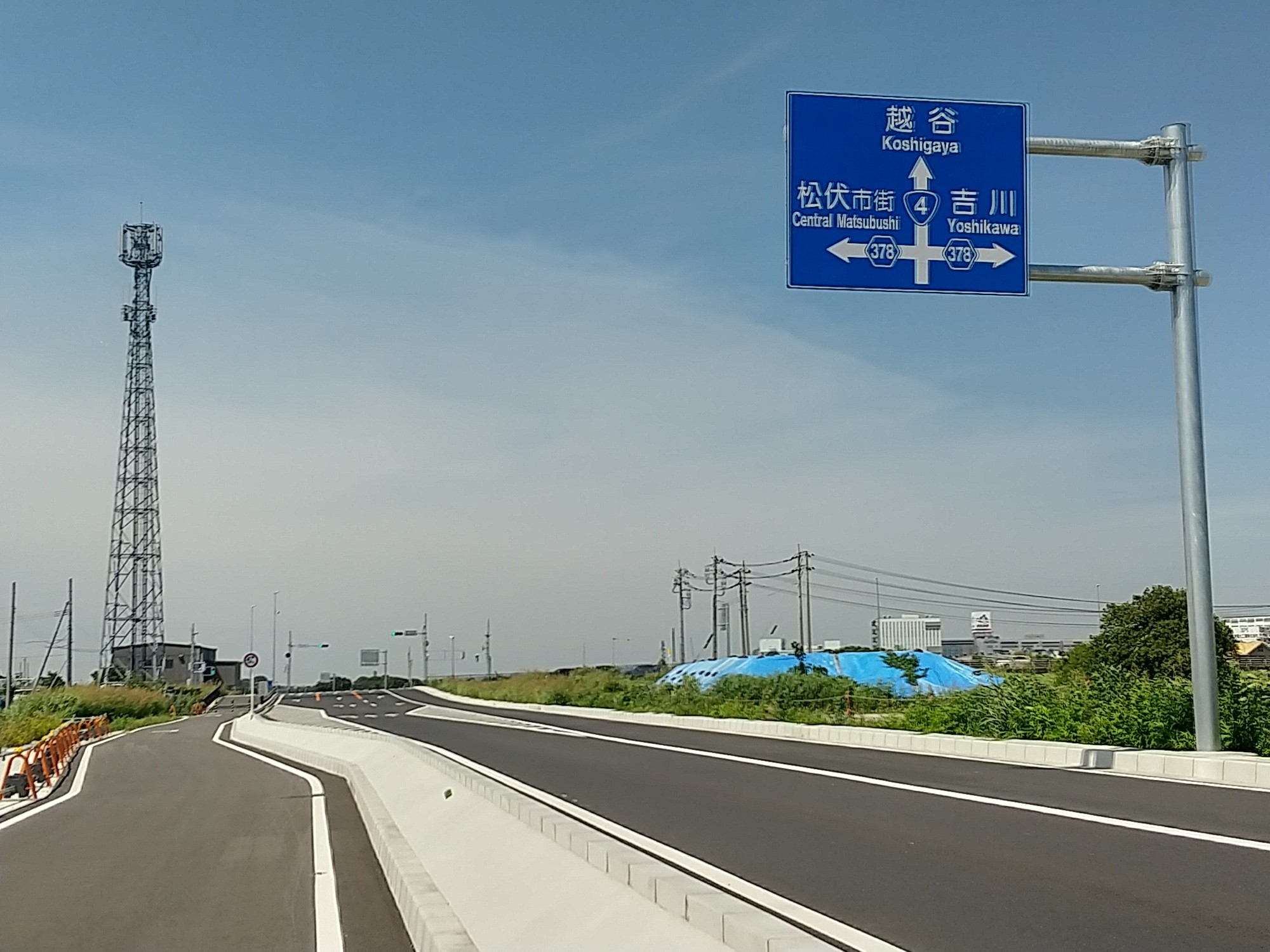
松伏町松伏付近